# Newport Tower
Newport Tower (tidligere fejlagtigt Newport Viking Tower

- dog kendt som: Round Tower, Touro Tower, Newport Stone Tower, Old Stone Mill, OSM og Mystery Tower) er et rundt stentårn i Touro Park i Newport, Rhode Island. Tårnet har længe været omgærdet med mange kontroversielle spekulationer om dets oprindelse. Den mest accepterede forklaring (2005) er, at det var en vindmølle bygget i midten af det 17. århundrede – muligvis af guvernør Benedict Arnold. Nogle historikere og mange amatørforskere har hævdet at det er adskillige hundreder år ældre.
Mølleteorien støttes af ligheder i udseendet med en mølle fra det 17. århundrede designet af Inigo Jones ved Leamington i England (se Chesterton Windmill).
Dog er der andre som ikke kan finde ligheder med tårnets design andre steder. Det nærmeste er rundkirker; f.eks. Holy Sepulcher kirken i England og St. Olaf kirken i Tunsberg i Norge.
I 1940'erne fremkom der artefakter under arkæologiske udgravninger i området omkring tårnet, som stammede fra kolonitiden.

## Undersøgelser
Newport by gav til sidst sin tilladelse til at lave en videnskabelig undersøgelse af stedet til Society for American Archaeology i 1948. Undersøgelsen blev ledet af Hugh Henken fra Harvard University, med feltarbejdet ledet af William S. Godfrey. Som en del af undersøgelsen blev der gravet en 1 meter bred grøft fra ydersiden til indersiden af tårnet. Resultatet blev offentliggjort i Godfreys 1951 Ph.D. afhandling som konkluderede at alle de opdagede artefakter var fra det 17. århundrede.
Der blev givet tilladelse til at undersøge området med georadar oktober 2003.

Til dato (2004) er der ikke fundet noget bevis for nordisk oprindelse.

## Alternative forklaringer
Grundet følgende ankepunkter, er ovenstående teori ikke accepteret af alle:
- De arkæologiske udgravninger er inkonklusive og beviser kun, at det blev anvendt i det 17. århundrede.
- Kulstof 14-dateringen er inkonklusiv da mørtelen kunne være tilføjet senere.
- Tårnet er sandsynligvis på et kort af Giovanni da Verrazano lavet under hans rejse til Nordamerika i 1524.
- New England området omkring tårnet huser mange kontroversielle arkæologiske fund, som kunne støtte teorien om præ-columbiansk transatlantisk kontakt.

### Tidlig nordisk teori
Den populæreste alternative forklaring på tårnets oprindelse og som har haft professionelle arkæologers bevågenhed er at den blev bygget af Vikinger i det 10. århundrede til 11. århundrede.

Den nordiske oprindelse blev foreslået af den danske arkæolog Carl Christian Rafn i 1837 i hans bog Antiquitates Americanæ, hvilket var delvis baseret på hans forskning i Dighton Rocks helleristningerne nær ved Taunton River. Rafn's teoripopularisering ledte til interesse og "bevis" af nordisk beboelse i området.
Den nordiske teori blev også advokeret af Phillip Answorth Means, en arkæolog med speciale i Latinamerika, i hans omfattende bog fra 1942 The Newport Tower. Means forsøgte af samle al kendt viden vedrørende tårnet og forkastede at Arnold byggede det "fra grunden."

### Andre teorier
- Edmund Delebarres undersøgelser af Dighton Rock ledte ham til at foreslå, at tårnet var et signaleringsfyr konstrueret af den portugisiske navigator Miguel Corte-Real, som Delebarre hævder strandede i 1501 eller 1502, mens han søgte efter sin savnede bror Gaspar i Narragansett Bay.[11]
- En anden teori er, at tårnet blev lavet af den skotske jarl Henry Sinclair, som nogle mener har besøgt Nova Scotia og New England i 1398 med en flåde under kommando af Antonio Zeno.
- Gavin Menzies argumenterer for, at tårnet blev bygget af den kinesiske navigator Zheng He i 1421.